# باب العنبرية
باب العنبرية من أبواب السور الثاني، يقع في الجهة الجنوبية الغربية للمسجد النبوي الشريف، بالقرب من مسجد العنبرية، ويؤدي إلى الحرة ووادي العقيق، وهو مدخل جميع القادمين من البحر عبر ميناء جدة وينبع وما حولها، وهذا الباب والباب المصري عليهما العمل في دخول الحجاج وخروجهم، وسمي بالعنبرية إما لكثرة نخل العنبر في تلك المنطقة، وإما لرجل اسمه عنبر له دور كبير في زمانه، وإما نسبة لعطر العنبر حيث تشبه أحجارها السوداء لونه الأسود.
بني مع بناء السور الثاني الذي بناه أهل المدينة بعد عام 1220هـ زمن السلطان محمود خان الثاني، ثم جدده السلطان عبد الحميد عام 1305هـ وزاد في السور من تلك الجهة، فسمي بالباب الحميدي نسبة إليه، ثم عمل له السلطان رشاد ـ آخر سلاطين بني عثمان ـ بعض الإصلاحات فسمي بالباب الرشادي، وظل على هذا الوضع حتى أزيل ضمن مشروع إزالة سور المدينة الذي بدأ حوالي عام 1370هـ.